# Савенко Ксенія Венедиктівна
Ксе́нія Венеди́ктівна Саве́нко (1894 , Погар, Стародубський повіт, Чернігівська губернія, Російська імперія  — невідомо ) — українська радянська діячка, вчителька. Депутат Верховної Ради УРСР 1-го скликання. Заслужений вчитель УРСР (1938).

## Біографія
Народилася 1894 року в бідній родині пічника в містечку Погар, тепер смт Погар, Погарський район, Брянська область, Росія.
Закінчивши 1903 року Кролевецьку жіночу прогімназію, працівала вчителькою в селі Рогове, а з 1906 року — в селі Ромодан Миргородського повіту.
1907 року вийшла заміж та переїхала з чоловіком у Миргород, де була домашньою господинею.
З 1925 року оселалися в Костянтинівці, працювала в початковій школі при Костянтинівському склозаводі, з 1928 по 1934 рік — у Костянтинівській міській школі № 5, у 1934—1937 роках — у школі при Костянтинівському цинковому заводі. З 1937 року — директор, завідувач початкової школи № 4 в Костянтинівці, викладач біології та російської мови.
З 1934 року — депутат Костянтинівської міської ради.
26 червня 1938 року обрана депутатом до Верховної Ради УРСР 1-го скликання по Костянтинівській виборчій окрузі № 263 Сталінської області.
З 1939 року — завідувач Сталінського обласного відділу народної освіти.
Член ВКП(б) з квітня 1941 року.
Станом на весну 1945 року — завідувач міського методичного кабінету управління освіти в місті Костянтинівці Сталінської області.

## Нагороди та відзнаки
- Заслужений вчитель УРСР (1938)